# Интернет-цензура в Таиланде
Интернет-цензура в Таиланде до начала военного переворота в сентябре 2006 года, в основном, была направлена на блокировку порнографических сайтов. В последующие годы, в связи с возникающими волнениями, чрезвычайными ситуациями и беспорядками, вводились новые законы о киберпреступности и внутренней безопасности. Поэтому цензура в интернете усиливалась и её внимание переключилось на темы связанные с национальной безопасностью, оскорблениями королевской семьи и политикой. К 2010 году количество заблокированных сайтов превысило 110 000. В декабре 2011 года, в рамках целевой государственной деятельности, открылся Оперативный центр кибернетической безопасности. С начала своей деятельности и до мая 2014 года Центр сообщил интернет-провайдерам о блокировании 22599 URL-адресов.
Впоследствии Военного переворота в 2014 году Национальный совет для мира и порядка ввел дополнительные ограничения в отношении публикуемого интернет-контента.
В 2014 году неправительственная организация Freedom House присудила Таиланду общий балл «62» (0 = лучший, 100 = наихудший) за свободу в Интернете, ссылаясь на существенную политическую цензуру, аресты блогеров и других онлайн-пользователей. Таиланд занял 52-е место из 65. В 2013 году интернет в Таиланде был оценен как «частично свободный».

## История
Интернет-цензура в стране проводится Королевской полицией, Управлением связи CAT Telecom и Министерством цифровой экономики и общества.
До военного переворота в сентябре 2006 года правительственными учреждениями были заблокированы 34 411 веб-сайтов по следующим причинам:
- 60 % порнография
- 14 % продажа секс-оборудования
- 11 % угроза национальной безопасности в том числе критика короля, правительства или военных
- 8 % продажа незаконных товаров и услуг
- 4 % нарушения авторских прав
- 2 % незаконные азартные игры
- 1 % другие

Хотя большинство цензурированных сайтов были порнографическими, список также включал в себя анонимные прокси-серверы, которые обеспечивали доступ к сайтам с азартными играми. Порнография и азартные игры являются незаконными в Таиланде.
19 сентября 2006 года тайские военные провели бескровный государственный переворот против правительства. Пятый официальный приказ, подписанный лидером переворота Sonthi Boonyaratglin, состоял в том, чтобы обеспечить соблюдение цензуры в Интернете и назначить доктора Sitthichai Pokai-udom министром информационных технологий и «Официальным цензором военного переворота».
В октябре 2006 года Министерством информационных и коммуникационных технологий было заблокировано 2475 веб-сайта. К 11 января 2007 года это число выросло до 13 435 веб-сайтов. Это привело к тому, что общее количество заблокированных сайтов превысило 45 000. Блокировка веб сайтов не афишировалась, и не обнародовало критерии цензуры.
С принятием нового закона о киберпреступности в июне 2007 года, Таиланд стал одной из немногих стран Азии, требующих разрешение суда для блокирование интернет-контента. В соответствии с законом о киберпреступности незаконным является размещение непристойной информации, размещение ложной информации, которая может нанести вред другому лицу, общественности или национальной безопасности. А также данные, которые представляют собой уголовное преступление, связанное с национальной безопасностью или терроризмом. Уголовная ответственность распространяется на провайдеров, которые намеренно поддерживают или не препятствуют этим незаконным действиям. Закон подразумевает гражданскую и уголовную ответственность для лиц, публично публикующих фотографии других лиц, которые «могут нарушить их репутацию».
В связи с политическими беспорядками 2 сентября 2008 года премьер-министр Samak Sundaravej объявил чрезвычайное положение. Министерство информации и коммуникационных технологий приказало интернет-провайдерам немедленно закрыть около 400 веб-сайтов и заблокировать 1200 человек, которые, как утверждается, нарушили общественный порядок или поставили под угрозу национальную безопасность.
7 апреля 2010 года ещё раз было объявлено чрезвычайное положение. Оно закончило свое действие 22 декабря 2010. Но Закон о внутренней безопасности (ISA), который предоставляет руководству Таиланда принимать решения касающихся интернет-контента, остается в силе.
Заблокированные URL по решению суда:
| Год   | Судебные решения | Заблокированные URL |
| ----- | ---------------- | ------------------- |
| 2007  | 1                | 2                   |
| 2008  | 13               | 2071                |
| 2009  | 64               | 28,705              |
| 2010  | 39               | 43,908              |
|       |                  |                     |
| Всего | 117              | 74,686              |
По некоторым оценкам, десятки тысяч URL-адресов блокируются без судебных решений в соответствии с Декретом по чрезвычайным ситуациям в области государственного управления в чрезвычайных ситуациях.
Причины блокировок:
| URL Заблокировано | Процент | Причина |
| 57,330            | 77 %    | Содержание, которое порочит, оскорбляет, угрожает или нелестно отзывается о короле. А также темы угрожающие национальной безопасности. |
| 16,740            | 22 %    | Порнографическое содержание |
| 357               | <1 %    | Информация об абортах |
| 246               | <1 %    | Контент, связанный с азартными играм                                                                                                   |
В конце 2011 года правительство объявило о создании Оперативный центр кибернетической безопасности. Он активно контролирует веб-сайты, социальные сети и предоставляет интернет-провайдерам обновленный блок-лист, включающий также определённые публикации в Twitter и Facebook.
В 2016 году в клубе иностранных корреспондентов Таиланда состоялось конференция под названием «Работа с компьютерными преступлениями», в которой резюмировалось:
Таиланд находится в состоянии внесения поправок в свой Закон о компьютерных преступлениях, чтобы усилить надзор за органами власти. Это происходит на фоне усиления киберпреступности и глобального терроризма, но также и на фоне крупных изменений для Таиланда, чье военное правительство особенно насторожено в отношении того, что оно считает угрозами национальной безопасности. Интернет и правозащитники, критиковали поправки, которые, по их словам, будут отрицательно влиять на права и свободы людей.
Закон о компьютерной преступности 2017 года позволят получать доступ к данным о трафике, без судебного решения. А согласно статье 18(7) этого закона, после получения судебного решения, правительство может потребовать у интернет-провайдеров расшифровку конфиденциальных кодированных данных пользователей.

## Методы

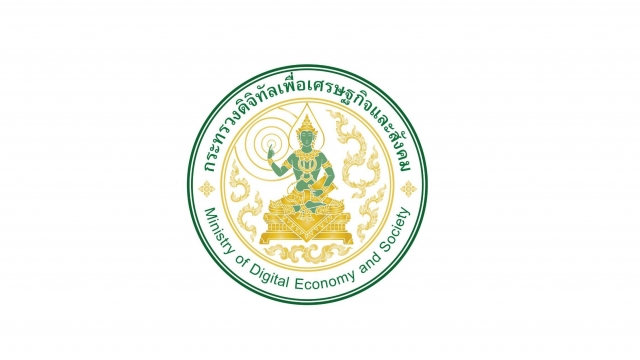
Изображение, отображаемое при доступе к запрещенному контенту в Таиланде в конце 2017 года.

Министерство цифровой экономики и общества осуществляет свою деятельность «запрашивая» блокировку веб-сайтов у всех 54 интернет-провайдеров Таиланда. Хотя юридически интернет-провайдеры не обязаны следовать этим «запросам», секретарь Министерство цифровой экономики и общества Kraisorn Pornsuthee в 2006 году написал, что провайдеры, которые не соблюдают требования, будут наказаны правительством в виде ограничения пропускной способности или даже лишения их лицензии.
Веб-сайты блокируются Uniform Resource Locator (URL) или IP-адресом. Тем не менее, только около 20 % заблокированных сайтов идентифицируются по IP-адресу; остальные 80 % не могут быть идентифицированы в определённом физическом месте. Если эти сайты могут быть идентифицированы как находящиеся в Таиланде, юридические действия могут быть приняты против их операторов. Таким образом, отсутствие IP-адреса является серьезным недосмотром.
Для интернет-цензуры используются несколько технологий, таких как прокси-серверы, внесение IP в чёрный список или просто перенаправление на главную страницу правительства. Чёрный список сайтов полезен для такого рода цензуры в Интернете, поскольку создатели не знают, что их веб-сайты блокируются.
Многие цензурированные веб-сайты ранее перенаправляли пользователя на сайт, размещенный Министерством информационных и коммуникационных технологий, в котором говорилось, что запрошенный сайт не может быть отображен из-за неправильного контента. Также раньше использовались прокси-серверы, чтобы при попытке доступа к заблокированным сайтам, пользователь получал сообщения об ошибках системы, сервера и браузера. Это приводило к тому, что пользователь считал, что ошибка в самом Интернете.
На февраль 2017 года тайские интернет-провайдеры, чаще всего блокируют запрещенные интернет-ресурсы с помощью DNS-перехвата и с помощью прокси-серверов.

## Оппозиция интернет-цензуре
Согласно 37 Статье Конституции от 1997 года вмешательство в коммуникации, включая Интернет, было запрещено. Тем не менее, Министерство информационных технологий искало законы или лазейки, которые разрешали бы интернет-цензуру. В то же время некоторые другие организации подали правительству свои петиции вместе с Национальной комиссией по правам человека Таиланда.

### Midnight University
Midnight University подал свою петиции одновременно с Национальной комиссией по правам человека и административным судом Таиланда. Поскольку суд не смог найти никаких законов, разрешающих интернет-цензуру, дальнейшая блокировка сайта Midnight University была запрещена. Это сделало Midnight University единственным охраняемым законом сайтом в Таиланде.

### Freedom Against Censorship Thailand (FACT)
Правозащитная организация Freedom Against Censorship Thailand подал петицию против цензуры в Национальную комиссию по правам человека 15 ноября 2006 года. 9 февраля 2007 года FACT подала официальный информационный запрос в Министерство информационных технологий. Запрос содержал 20 вопросов и был подписан 257 лицами, поддерживаемыми 57 международными правозащитными группами. Однако министерство отказалось отвечать ссылаясь на то, что раскрытие информации может повредить «национальной безопасности» и является «вмешательством в деятельность правоохранительных органов». Поэтому блок-лист и критерии цензуры в Интернете оставались нераскрытыми. FACT заявила, что будет добиваться запрета для интернет-цензуры через правовую систему Таиланда.

### Обход блокировок с помощьюПО
В Таиланде легко доступно программное обеспечение для обхода веб-блокировки. Широко используется система Tor, которая построена на прокси-серверах, позволяющих устанавливать анонимное сетевое соединение, защищённое от прослушивания. Одни из самых популярных решений это: xB Browser, Proxify и Freenet. В интервью en:Bangkok Post министр информационных технологий заявил, что эти методы не были заблокированы, потому что «использование прокси-серверов для доступа к незаконным сайтам является нарушением, в то же время, использование прокси-серверов в легальных целях законно и разрешено».